# Метлинцы
Метли́нцы (укр. Мітлинці) — село на Украине, находится в Гайсинском районе Винницкой области.
Код КОАТУУ — 0520884203. Население по переписи 2001 года составляет 876 человек. Почтовый индекс — 23720. Телефонный код — 4334.
Занимает площадь 2,843 км².
В селе родился Герой Советского Союза Пётр Николаенко.

## Адрес местного совета
23720, Винницкая область, Гайсинский р-н, с.Метлинцы, ул.К.Маркса